# Stelis acutiflora
Stelis acutiflora là một loài thực vật có hoa trong họ Lan. Loài này được (Ruiz & Pav.) Willd. miêu tả khoa học đầu tiên năm 1805.